# Bližinski detonator
Bližinski detonator tudi bližinsko stikalo, (ang. Proximity fuze) je naprava, ki detonira eksploziv, ko se projektil (bomba) nahaja v bližini tarče. Obstaja več vrst bližinskih detonaterjev glede na mesto uporabe: ladje, letala, rakete, tanki in drugo. Bližinski detonator je bil ena izmed najbolj pomembnih tehnoloških inovacij  2. Svetovne vojne. Bližinski detonator je tehnološko bolj zapletena naprava kot kontaktni detonanator. 
Eden izmed prvih praktični primerkov je imel kodno ime VT fuze (Variable Time fuze), ki je bil razvit v Britaniji.Na njem so delali inženirji Sir Samuel Curran, W. A. S. Butement in Merle A. Tuve. Tudi Nemci so delali na bližinskih detonatorjih v 1930ih, ki pa so delovali na kapacitivnosti namesto radarja.
Pred izumom te vrste detonatorjev so uporabljali kontaktne detonatorje, časovni detonator ali pa višinomer. Vsi omenjeni so imeli omejitev. Verjetnost direktnega zadetka je bila sorazmerno majhna, zato imajo bližinski detonatorji veliko prednost.
Bližinski detonatoraji se lahko nastavljeni da detonirajo nad določeno višino nad zemljo, kar je uporabno pri artilerijskih in minometalskih projektilih. 

## Galerija
- 120mm visoko eksplozivni minometni projektil z bližinskim detonatorjem
- 120mm visoko eksplozivni minometni projektil z M734 bližinskim detonatorjem
- 60mm visoko eksplozivni minometni projektil  z bližinskim detonatorjem
- 155mm artilerijski projektil

## Tipi senzorjev

### Radijski
Projektil ima mikro radijski oddajnik, ki uporablja trup projektila kot anteno. Oddajnik oddaja kontinuirano pri frekvenci 180–220 MHz. Pri približevanje tarče pride do interferenčenga vzorca, ki se spreminja glede na oddaljenost od tarče. Signal se pošlje v filter signalov, ki pod ustreznimi pogojih detonira.

### Optični
So bili razviti leta 1935 in bili patentirani leta 1936 v Veliki Britaniji. Uporablja toroidalno lečo, ki je nameščena pravokotno na os projektila in koncentrira svetlobo na foto celico. Ko se koncentracija svetlobe na foto celici spremeni za prej določeno količino se sproži detonacija.
Moderne rakete zrak-zrak uporabljajo laserje. Laserji med letom oddajo svetlobo v prosti zrak, ko žarki dosešejo tarčo se jih del odbije nazaj in povzroči detonacijo.

### Akustični
Uporabljajo mikrofon. Letalski motorji oddajajo določeno frekvenco, ta se potem filtrira in pod pravilnimi pogoji sproži detonacijo.

### Magnetni
Delujejo na spremembni magnetnega polja, ki ga pozročijo velike mase jekla, kot so npr. ladje. Uporablja se v minah in torpedih. Te detonatorje ne delujejo pri nemagnetnih trupih ladij kot so minolovci, kdaj se uporablja termin "degaussing".

### Tlačni
Nekatere protiladijske mine detektirajo spremembo tlaka, ki jo povzročijo ladje, ki plujejo nad mino